# God's Wonderful Railway
God's Wonderful Railway ("El Ferrocarril Maravilloso de Dios") es una serie de televisión dramática infantil británica, realizada por la BBC. Se emitió por primera vez en ocho episodios de 30 minutos a partir del 6 de febrero de 1980. El reparto de la serie incluye a los actores Gorden Kaye, June Brown, Gerard Kelly, Richard Pearson y Terry Molloy. Su título hace alusión al apodo popular con el que era conocido uno de los ferrocarriles más icónicos del Reino Unido, el Great Western Railway.

## Argumento
La serie se centra en tres generaciones de la familia Grant, que trabajan en un ramal del Great Western Railway. La primera parte, titulada "Permanent Way" (Vía general), muestra la construcción de la línea durante la época victoriana; la segunda, titulada "Clear Ahead" (Vía Libre), muestra la línea en operación en la época eduardiana; y la tercera, "Fire on the Line" (Fuego en el Línea), se centraba sobre el ferrocarril durante la Segunda Guerra Mundial.
Dado que la serie fue realizada para niños, cada parte de la historia se enfoca en eventos desde la perspectiva de los miembros más jóvenes de la familia Grant. Los mismos personajes reaparecen como adultos a medida que avanza la historia, pero en papeles secundarios.
"El Maravilloso Ferrocarril de Dios" era un apodo con el que se conocía coloquialmente al Great Western Railway antes de la nacionalización.

## Producción
La serie fue escrita por Avril Rowlands, con episodios dirigidos por Fiona Cumming y John Prowse.
La filmación de los escenarios naturales se realizó en el Ferrocarril de Severn Valley y su entorno. Se hace una referencia al área en la música para los créditos de apertura y cierre: una versión del primer movimiento de Edward Elgar de The Severn Suite arreglada para banda de instrumentos de viento por David Lyon.

## En otros medios
- La serie permanece disponible en DVD, como descarga en Amazon Prime Video en el Reino Unido y en extractos en YouTube.[4][5]

- Los guiones se adaptaron a una serie de tres libros de ficción juvenil.[6]